# 貧しき者の夢想
『貧しき者の夢想』(まずしきもののむそう、フランス語: Rêverie d'un Pauvre) は、エリック・サティが1900年に作曲したと思われていたピアノのための小品。後に、マスネの歌曲の伴奏部分であることが判明した。「夢想」ではなく「空想」のタイトルでクレジットする書籍もある。

## 出版
サティの死後、遺稿の中からロベール・キャビーが発掘して、1968年にサラベール社から校訂版を出版した
。ただ、作品として形になるようにするために、サティのオリジナルの部分以外にキャビーが加筆することを避けられなかったのは事実である。題名はキャビーがつけたもので、サティによるものではない。
キャビーの校訂版以外には、高橋アキによる校訂版が存在する。高橋アキ校訂版は、全音楽譜出版社から出版された「エリック・サティ ピアノ全集 第4巻」(1987年刊、ISBN 4-11-177984-0) に収録されている。この版は、サティの手稿をもとにして、キャビーが付け加えた部分を除去し、サティのオリジナルになるよう修正したものである。

## 偽作
後に、この曲はサティのオリジナルの作品ではなく、実際はマスネの歌曲『子供』の伴奏部分を移調したものであることがわかった
。一時期サティと一緒に仕事をしていたフランス人の歌手で俳優のヴァンサン・イスパが1900年ころに歌曲『子供』のパロディとして「象」という歌を演奏した際に、上演に供するために作られたものである。

## 演奏時間
約5分。曲の冒頭には、Avec un humble et doux simplicité の指示がある。

## 録音
- Satie Piano Works Vol.2, EMI Classics (後にエラートから再発売)、アルド・チッコリーニ (ピアノ)
- Erik Satie Complete Piano Works Vol.04, Audiophile APC 101.017, 1994, Bojan Gorišek (piano)
- Erik Satie Complete Piano Music, CD5, Brilliant Classics（英語版） 95350, Jeroen van Veen（英語版） (piano)

### 注
1. ↑  子供はフランス語でLes enfants、象はLes éléphants